# Visboeck
Het Visboeck is tussen 1577 en 1581 geschreven door de Scheveningse vishandelaar, afslager, onderzoeker en auteur Adriaen Coenen (1514-1587). De juiste naam van het boek wisselt wat, ook bij de auteur zelf die zijn naslagwerk zowel een Visbooc als een Visboock noemt. De thans meest gehoorde en meest gebruikte naam is Visboeck. Het genoemde werk van Coenen wordt gezien als een topstuk in de collectie van de Koninklijke Bibliotheek te Den Haag.

## Beeldende illustraties

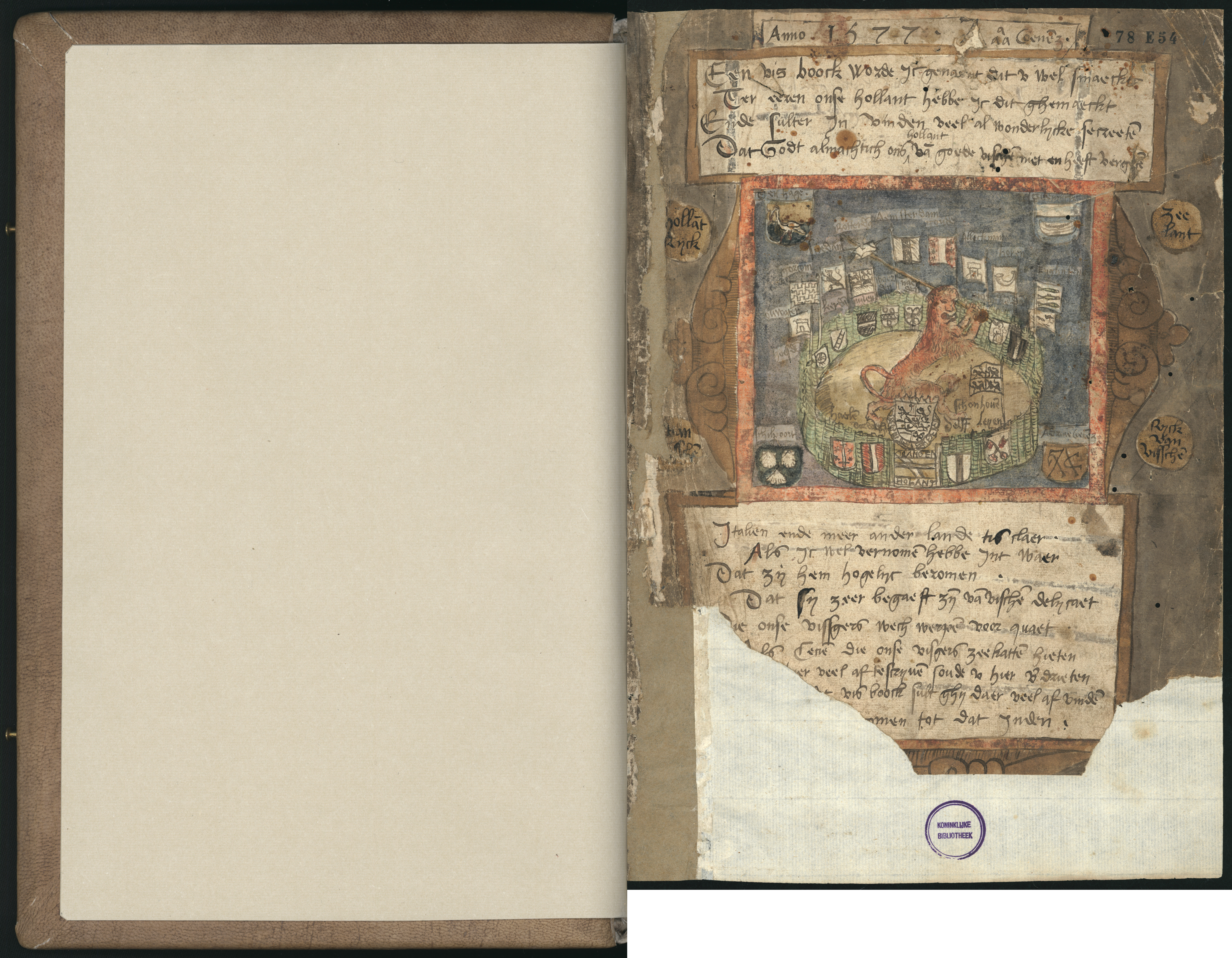
De openingsillustratie van het Visboeck: De Tuin van Holland.

Niet alleen de tekst is van Coenen, ook de kleurrijke illustraties zijn door hem vervaardigd. Deze illustraties zijn weliswaar tekeningen van eigen hand, maar daarnaast zijn veel ervan overgenomen uit door Coenen gelezen werken. De illustratie waarmee het Visboeck opent is daarvan een voorbeeld. Het gaat om een 16e-eeuwse prent die wel wordt omschreven als De Tuin van Holland. Coenen nam deze over en paste hier en daar ten opzichte van het origineel het een en ander aan. Na haar in 1997 verschenen - meer voorlopige - boek over Coenens naslagwerk schreef Florike Egmond een - prachtig uitgevoerd - tweede boek over hetzelfde onderwerp.

## Meer dan eenVisboeck
Coenen werd naast de soorten vissen gebiologeerd door spinnen, vlinders, spookachtige verschijningen, zeemonsters, draken, nijlpaarden, krokodillen en - al dan niet bestaande - wezens uit vreemde landen en wat al niet meer aan curiosa. Bovendien zijn de aan de folio's toevertrouwde inzichten van Coenen inzake de religie onthullend. Al met al was Coenen een nieuwsgierig en leergierig man die alles wat hem in de natuur opviel, wat men hem vertelde en wat hij aan biologische en zoölogische bijzonderheden las, vastlegde in dit Visboeck. Buiten de Noordzeevis en alles daaromheen is datgene wat hij verder vertelt niet zozeer gebaseerd op eigen ervaringen als wel op datgene wat hij erover las. Dat neemt niet weg dat het door Coenen vertelde voor historici als zeer belangrijk kan worden beschouwd.
Daarnaast is evenzeer datgene wat Coenen in zijn Visboeck vastlegde – als een min of meer centraal thema over Noordzeevissen, Noordzeevisserij en de zeevis(groot)handel – van zeer groot belang gebleken. Want niemand heeft ooit uit eigen ervaring een zó heldere inkijk kunnen geven in dát specifieke stukje leefwereld in Coenens jaren. Dit is des temeer opmerkelijk wanneer men weet dat hij geen opleiding van belang had genoten. Coenen belicht uitvoerig de in de toenmalige Noordzee aangetroffen - en aan het strand aangevoerde vissoorten, de tijd van het jaar waarin deze werden gevangen en de prijs waarvoor ze werden verhandeld. Hij vergat niet te vermelden met welke schepen men destijds te maken had en welke soorten netten werden gebruikt. De Scheveningse dorpsschoolmeester J.C. Vermaas was een van de weinigen die het Visboeck van Coenen in de openbaarheid brachten.

## Muizenplaag

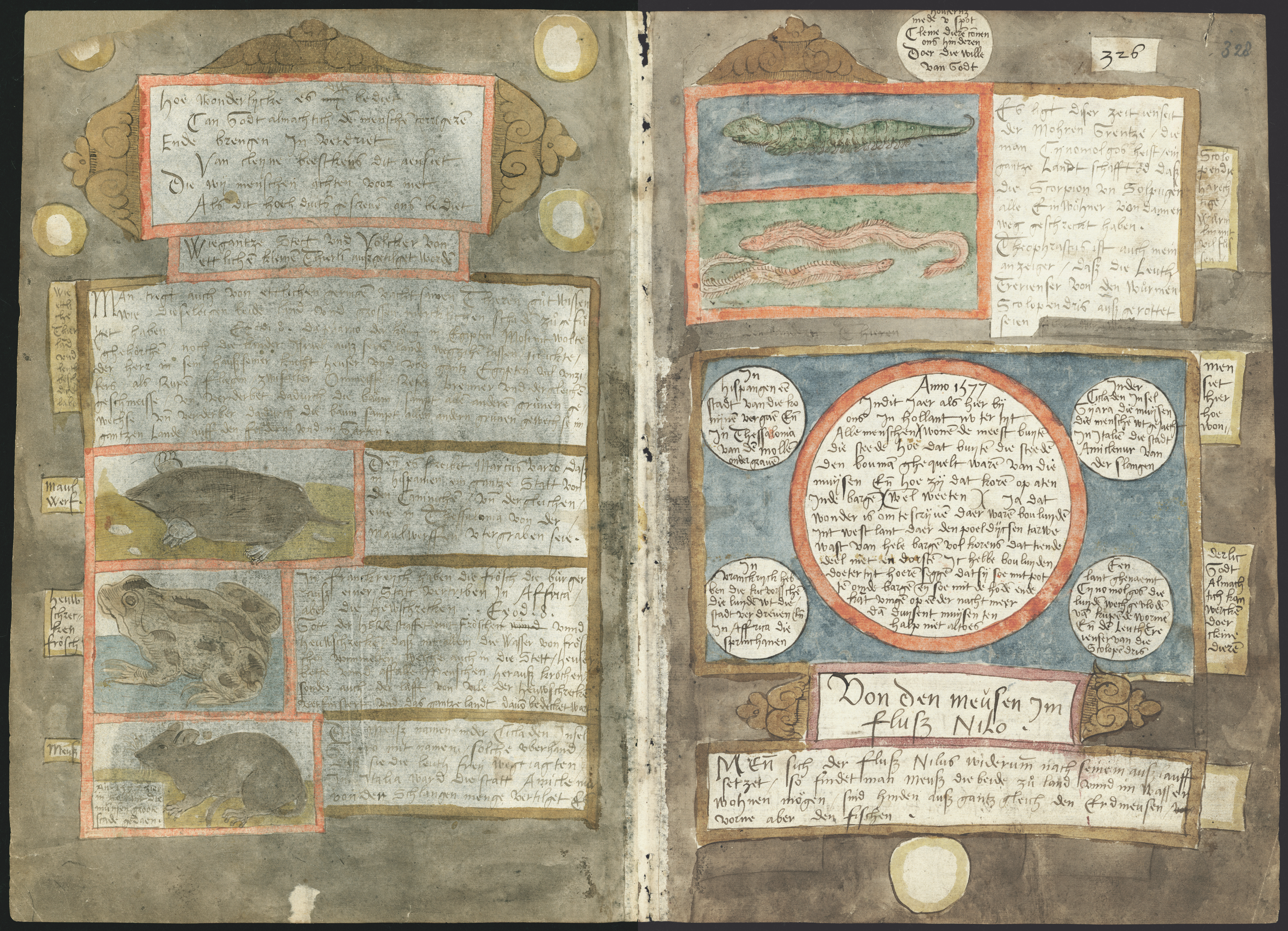
Links: drie tekeningen van een mol, kikvors en een muis. Rechts, over de muizenplaag van 1577: Men siet hier hoe wonderlic Godt Almachtich kan wercken doer cleine dieren... hoe dat buyten die steeden den bouman ghequelt waren van die muysen .. En hoe sij dat koren opaten inde bargen.

En passant vermeldt Coenen een muizenplaag die in Holland plaatshad in 1577. Het is qua behandeling van het onderwerp wat oneigenlijk. Coenen heeft zojuist in het kader van het onderwerp haaien, voorkomend in een Duitstalig werk, een specifieke beschrijving gegeven van het gedrag van jonge haaien. Hierop volgt een gedicht over kleine dieren en drie tekeningen van respectievelijk een mol, een kikvors en een muis. Na zijn uitspraak: "Men siet hier hoe wonderlic Godt Almachtich kan wercken doer cleine dieren", gaat Coenen over op de muis in zijn algemeenheid en op de muizenplaag van 1577 in het bijzonder. Vervolgens geeft Coenen aan: "... hoe dat buyten die steeden den bouman ghequelt waren van die muysen En hoe sij dat koren opaten inde bargen". Met name de boeren in het Westland waar destijds het Poeldijkse tarwe groeide, klaagden erover dat zij niet eens de tijd hadden gekregen om hun tarwe te dorsen. Men ving met behulp van honden en katten in één nacht meer dan duizend muizen, aldus Coenen.

## Een prinselijk exemplaar
Coenen had kennissen tot in hoge kringen waaronder ook een prins. Het gaat daarbij om Willem van Oranje (1533-1584). Coenen heeft hem naar zijn zeggen ooit een Visboeck geschonken. Het opmerkelijke is echter dat het bestaan van dit handschrift niet (meer) valt te traceren. Coenen omschrijft zijn eerdere Visboeck als:... een ander groot vissboock dat ic voor desen tijde ghemaeckt hebbe en nu desen tijt es bij den Prinse van Orangen. Nogmaals geeft Coenen aan: Een Visbooc dat ik hem (de Prins: auteur) sconc als hij tot Delft lach als die Spangaers (Spanjaarden: auteur) die eerste mael Leiden hadden beleegen. Coenen en de prins moeten elkaar – al dan niet goed – hebben gekend. Coenen werd hoe dan ook op een zekere dag door de prins uitgenodigd en ten huize van de laatste ontvangen. Naast het Visboeck zijn van Coenens hand ook bekend een manuscript over walvissen en een ander over de Haringkoning.

## De roem van de haring
In Coenens Visboeck wordt de haring, de handel daarin en de visserij daarop zowel beschreven als bejubeld. Hij plaatste binnen de beschrijving van de haring zelfs een gedicht waarin deze glorieert. Hij gebruikte rond de haring ook predicaties als Gratia Deij Gratie Goedes Almachtich. Coenen handelde echter – ondanks zijn enthousiasme daarover – niet in haring. Dit had te maken met het gegeven dat men in Scheveningen en in de overige dorpen aan de Noordzeekust in zeer beperkte mate – en dit uitsluitend in het vroege najaar – op haring viste. En deze werd vers – dus ongekaakt en ongezouten – aangevoerd. Die genoemde beperking kwam voort uit het ontbreken van een zeehaven. De kustdorpen bezaten uitsluitend schepen, geschikt voor gebruik voor de kustvisserij. Ze waren ongeschikt voor de (Grote) visserij op haring. Hoe het zij: men bracht dan haring ...versch aan lant bij der Zijde ende daer worden bockem af gedroogt of drogen harinck, aldus Coenen. De handel in verse haring stond in geen verhouding tot die in de pekelharing, die geheel in handen was van de grote haringsteden.

## Haring is haring en vis is al het andere
Door de eeuwen heen is de handel in vis en de handel in haring volkomen gescheiden geweest. Het bovenstaande gezegde dekt daarom – de biologie daargelaten – al het hier vermelde. Zowel de vangst van haring als de verwerking ervan lagen mijlenver verwijderd van de vangst van vis en de verwerking dáárvan. Het waren gewoon twee aparte bedrijfstakken. Na de Tweede Wereldoorlog zijn de beide takken van handel binnen een en dezelfde bedrijfstak gekomen. De lyriek van Coenen had expliciet betrekking op de haring die door de grote haringsteden werd aangevoerd. Dit nam niet weg dat Coenen wel degelijk op de hoogte was van de aanvoer van - en de handel in haring die plaatsvond. Coenen vermeldt met name het type vissersschepen, de 'buysscepen', die op haring visten en de relevante rederijen binnen haringsteden als Rotterdam, Delfshaven en Schiedam.
Hun haring werd na een voortgaande behandeling aan de wal als gezouten haring geëxporteerd. Het ging bij verse haring om numeriek kleine hoeveelheden vergeleken met de enorme haringaanvoer van de haringsteden van welke de reeds aan boord gekaakte en vervolgens gepekelde haring aan de wal verder werd verwerkt tot het zeer omvangrijke uitvoerproduct. Overigens was het óók niet zo dat een vishandelaar en een haringhandelaar een en eenzelfde persoon waren. Coenen behoorde tot de eerste categorie; hij was een vishandelaar. Iemand van de tweede categorie, de handelaar in haring dus, trof men op grond van het ontbreken van zeehavens bij vissersdorpen aan de Noordzeekust vrijwel nooit daar aan. Een en ander wordt onderbouwd door het ontbreken van plaatselijke wetten inzake de haring in tegenstelling met die op plat- en rondvis waarvan er talrijke zijn aangetroffen.

## Haringkoning

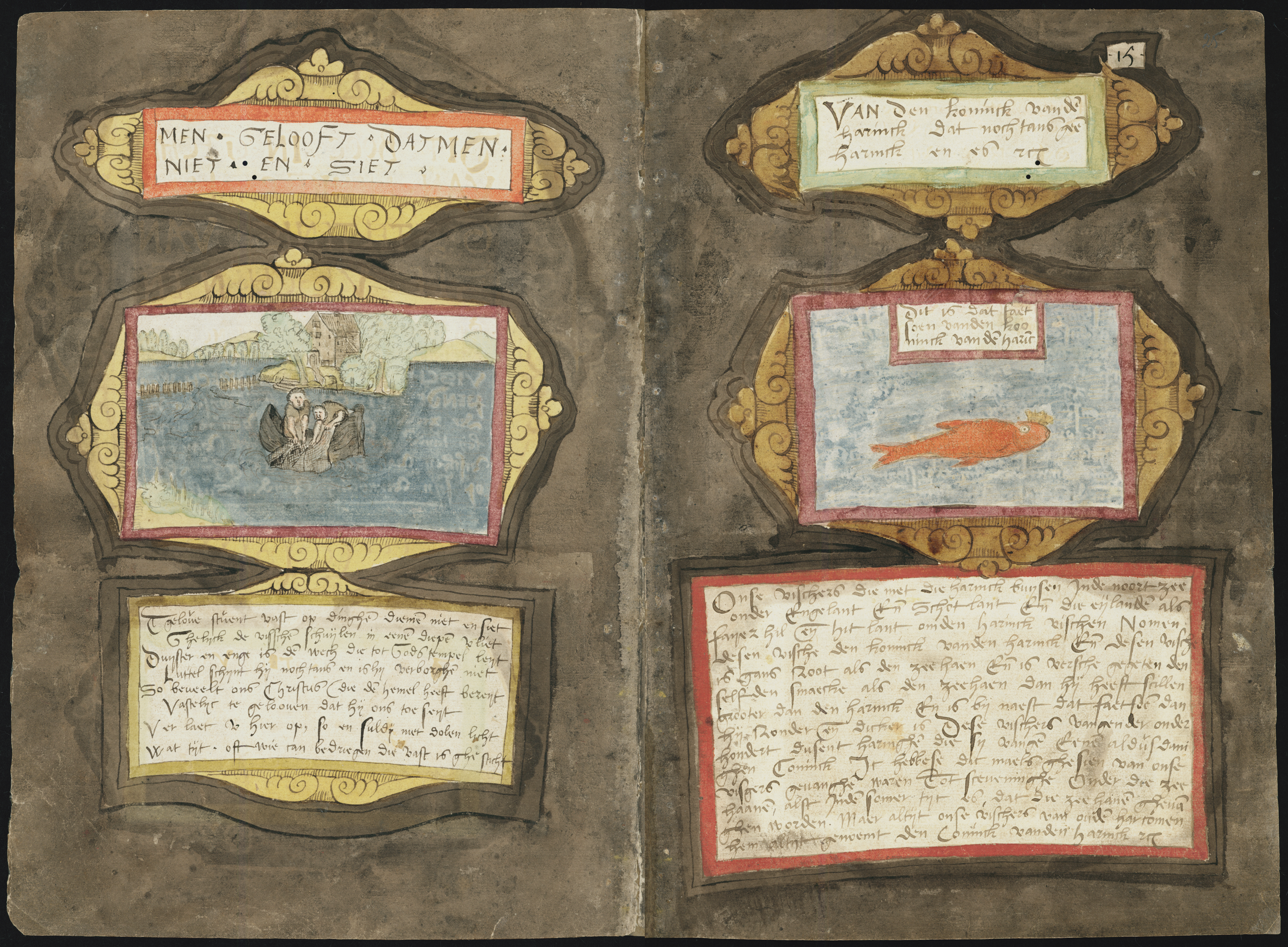
Rechts: Coenens handschrift en zijn illustratie van de 'Haringkoning'. Boven de oranje vis staat Dit is Dat faetsoen vanden kooninck van den harinc

Er was wat verschil van opvatting ontstaan omtrent de door Coenen beschreven Haringkoning in zijn verhandeling over de vleetvisserij op haring. Coenen gaf in die verhandeling weer dat vissers blij waren wanneer zij tussen de gevangen haring een bepaalde vis aantroffen die door hen werd aangemerkt als een haringkoning. De aanwezigheid van zo'n vis in hun netten beloofde een toekomstige overvloedige vangst. Onderzoekers gingen oorspronkelijk uit van een zogenaamde Riemvis die elders ook wel wordt beschouwd als een haringkoning. Gezien echter de grootte van deze vis en de plaats waar ze normaliter wordt aangetroffen moest van deze opvatting worden afgestapt en worden overgegaan op de aanname van een andere – en meer plausibele – vis die Coenen voor ogen moet hebben gehad. Het betreft dan een vis met de naam mul.

## Coenens toetreding tot het Calvinisme
Coenen was, naar blijkt, gegrepen door alles wat in de natuur in ruime zin leefde en wat op brede schaal in de natuur werd aangetroffen. Zijn Visboeck overschrijdt allerlei grenzen; het blijft niet beperkt tot het natuurlijke en stoffelijke maar valt evenzeer met enige onverwachtheid terug naar het geestelijke. Alhoewel Visboeck geheten, drijft de inhoud ervan zoals boven reeds werd vermeld weg richting – op het land levende – dieren, natuurverschijnselen, vreemde volkeren en godsdienstige beschouwingen met daaraan gerelateerde lofprijzingen en belijdenissen.
Coenen leefde in een, kerkelijk gezien, roerige tijd. Rome was in opspraak geraakt bij monde van hervormers als Luther, Melanchton, Zwingli en Calvijn. Hun invloed, en met name die van Calvijn, kreeg vaste grond in de lage landen. Deze Hervorming bereikte Scheveningen alwaar ook Coenen blijkt te zijn weg getreden van zijn toenmalige rooms-katholieke geloof. Twee zaken vielen hier samen: de omslag voor velen van het rooms-katholicisme naar het protestantisme, met als peildatum de periode rondom de Beeldenstorm in 1566 naast de latere levensjaren van Adriaen Coenen (1514 - 1587).

## Zijn geloofsbelijdenissen en lofprijzingen

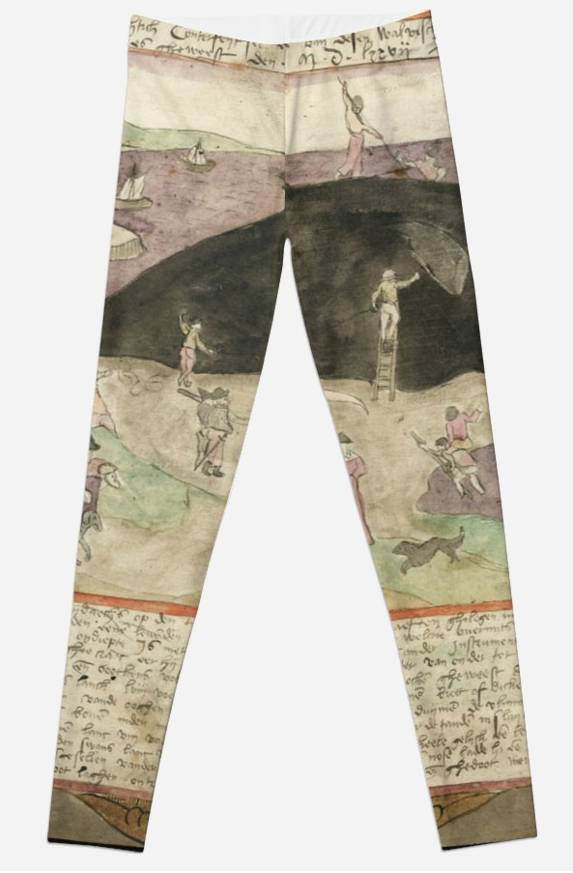
'Visbroeck', legging geïnspireerd op Visboeck Coenen

In Coenens geboortedorp en oorspronkelijke woonplaats Scheveningen lag voor de toenmalige bewoners de overgang van het rooms-katholicisme naar het protestantisme. tussen 1573-1578. Dit wordt onderbouwd door Coenen, die in zijn Visboeck de aanwezigheid in zijn tijd aangeeft van een predikant in zijn citaat: "Daer was een predicant bij ons (die) seijde, dat onse visgers ijzere magen hadden" Coenens gewijzigde godsdienstige inzichten komen meteen naar voren in de eerste folio's van zijn Visboeck. Daarin geeft hij de Bijbelse psalm 8 in twee talen weer, namelijk in het Latijn en in zijn toenmalige eigen landstaal. Daarop volgen dan geloofsbelijdenissen afgewisseld met lofprijzingen. Het gebruik van het Latijn is opmerkelijk. Coenen heeft namelijk geen kennis van oude talen wat blijkt uit een van zijn citaten, luidend: alsoe Ic geen latijnist en ben.
Aangezien er nog geen gangbare algemene Nederduitstalige Bijbelvertaling bestond, daarbij uitgaande van de eerste verschijning van de Statenvertaling midden 17e eeuw, zal Coenen zijn teksten hebben gevonden in een of meer van de aan hem uitgeleende boeken. Coenens kritieken op het rooms-katholicisme van zijn tijd en op de Paus zélf zijn niet mis te verstaan. Onweerlegbaar valt dit op te maken uit het noemen en het citeren van Sint Jan – bij ons bekend als de apostel Johannes – en meer in het bijzonder diens Bijbelboek Openbaringen van Johannes en daarvan het hoofdstuk 13. Coenen hekelt daar de vele kerkelijke ceremonieën terwijl hij schrijft over heidenen wier priesters de mensen vervoeren In het verlengde daarvan schrijft hij vervolgens over de Paus:"Gelijck wij mede een langen tijt van de Roomsche pauesen vervoert zijn (geworden:auteur) tot ter tijt toe dattet Godt almachtich belieft heeft".

## Galerij

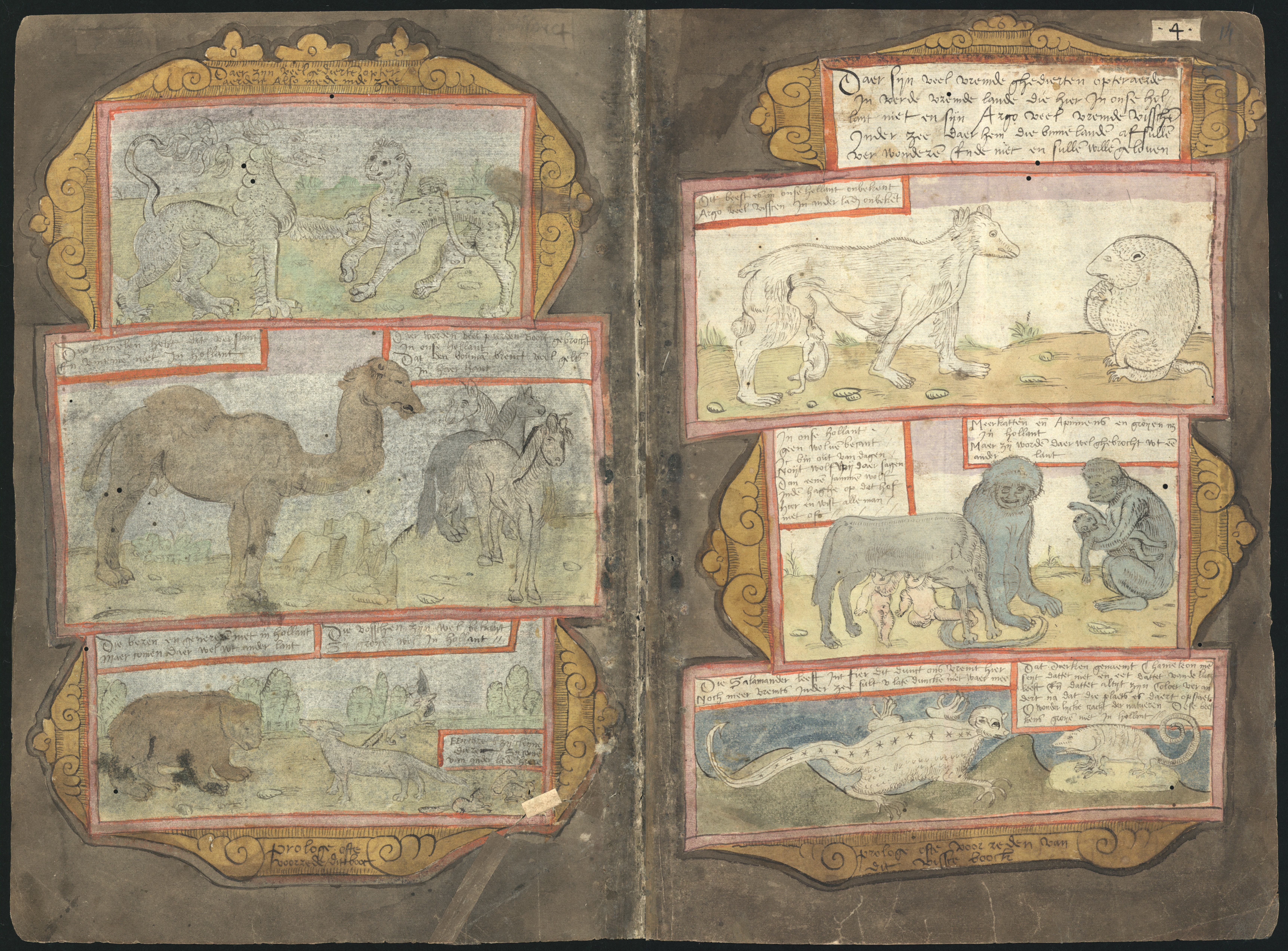
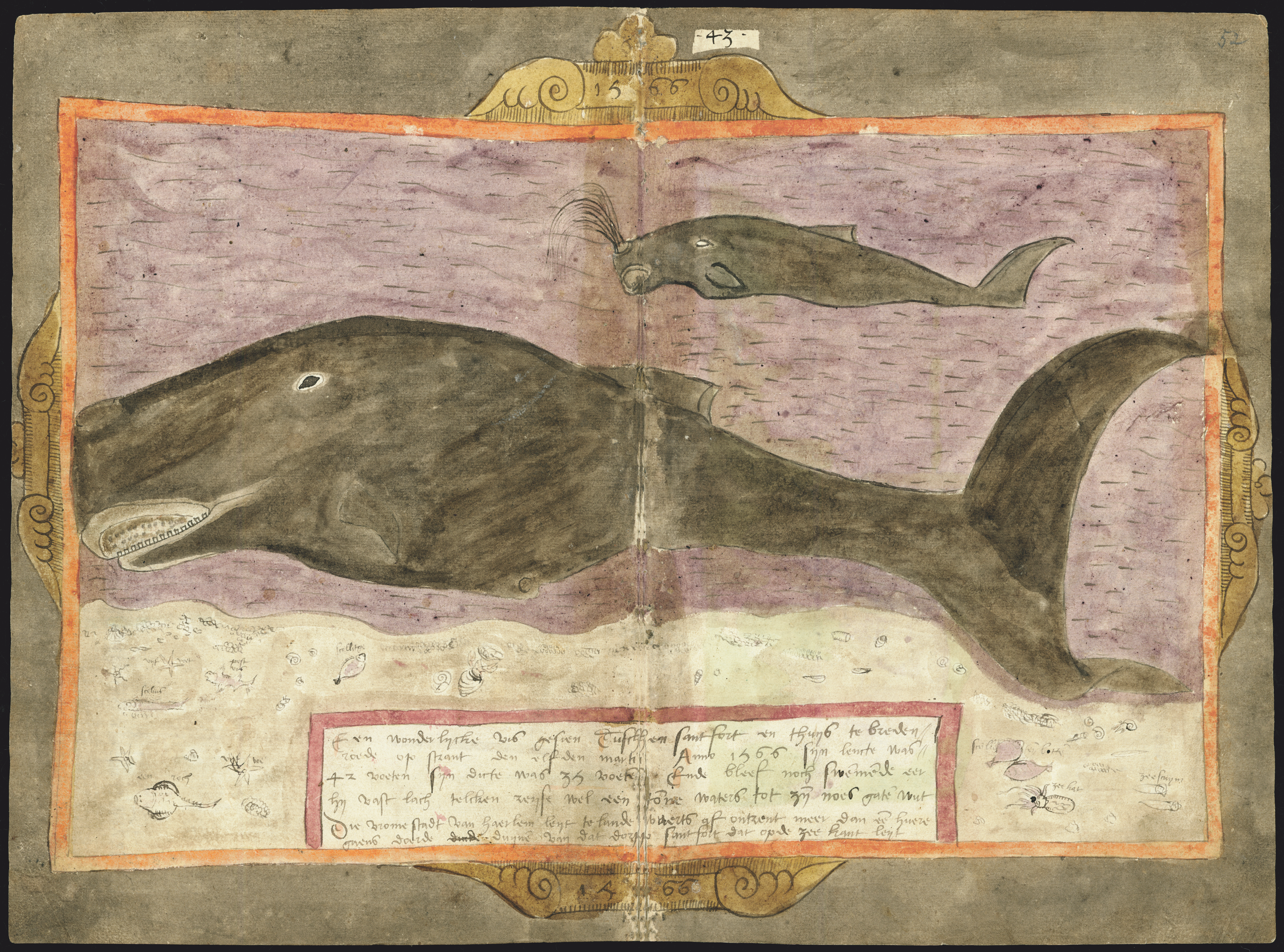
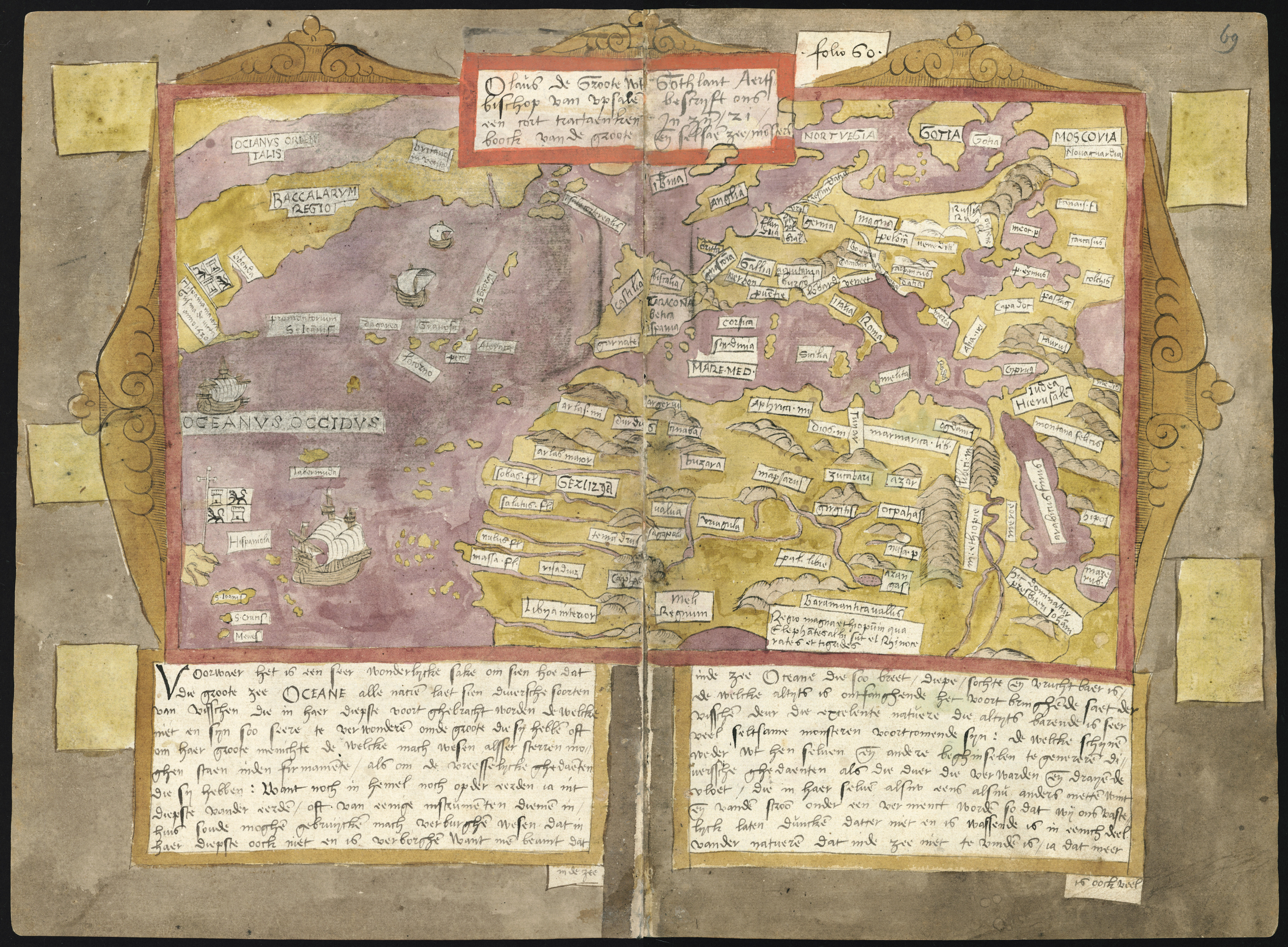
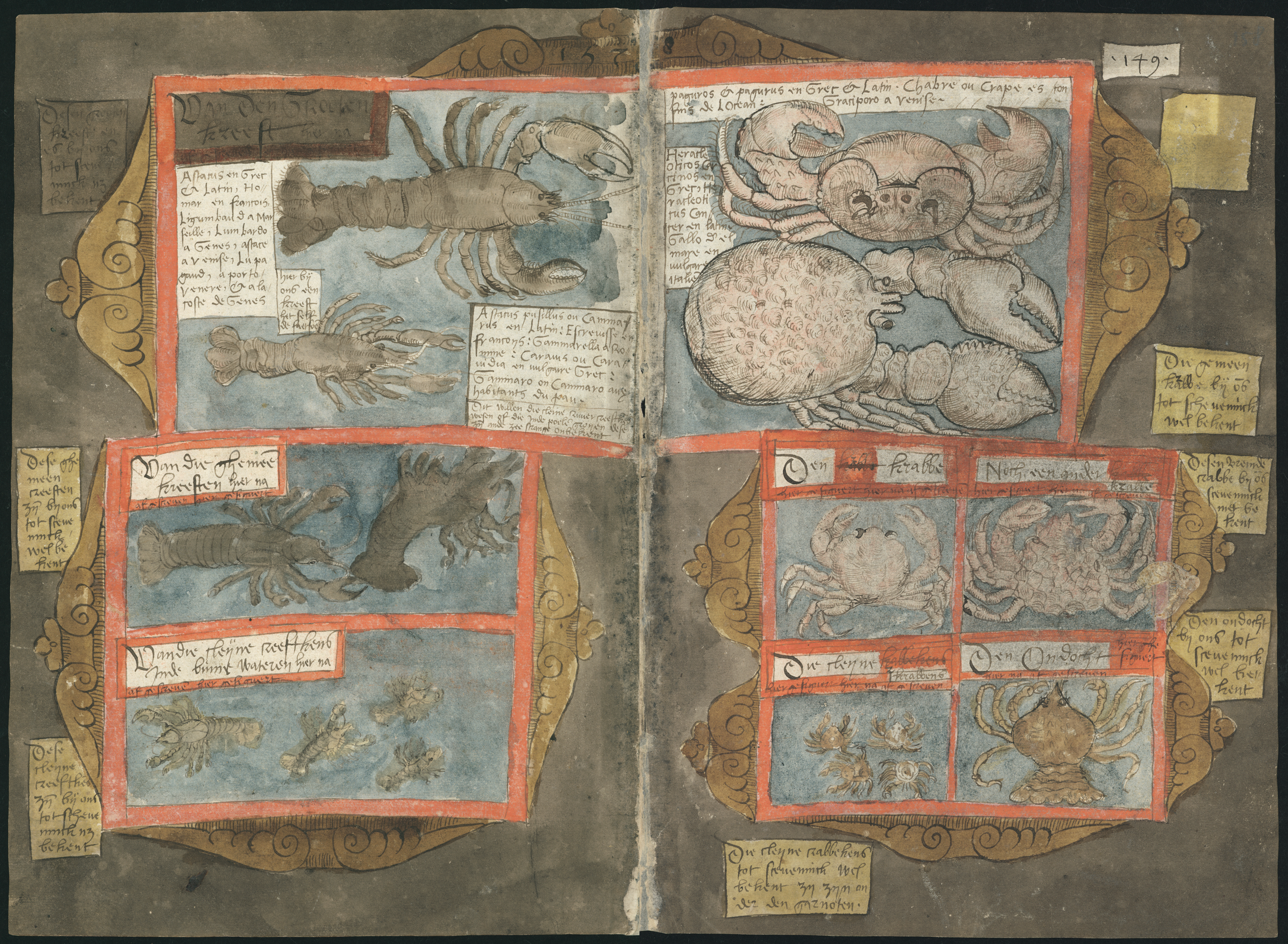
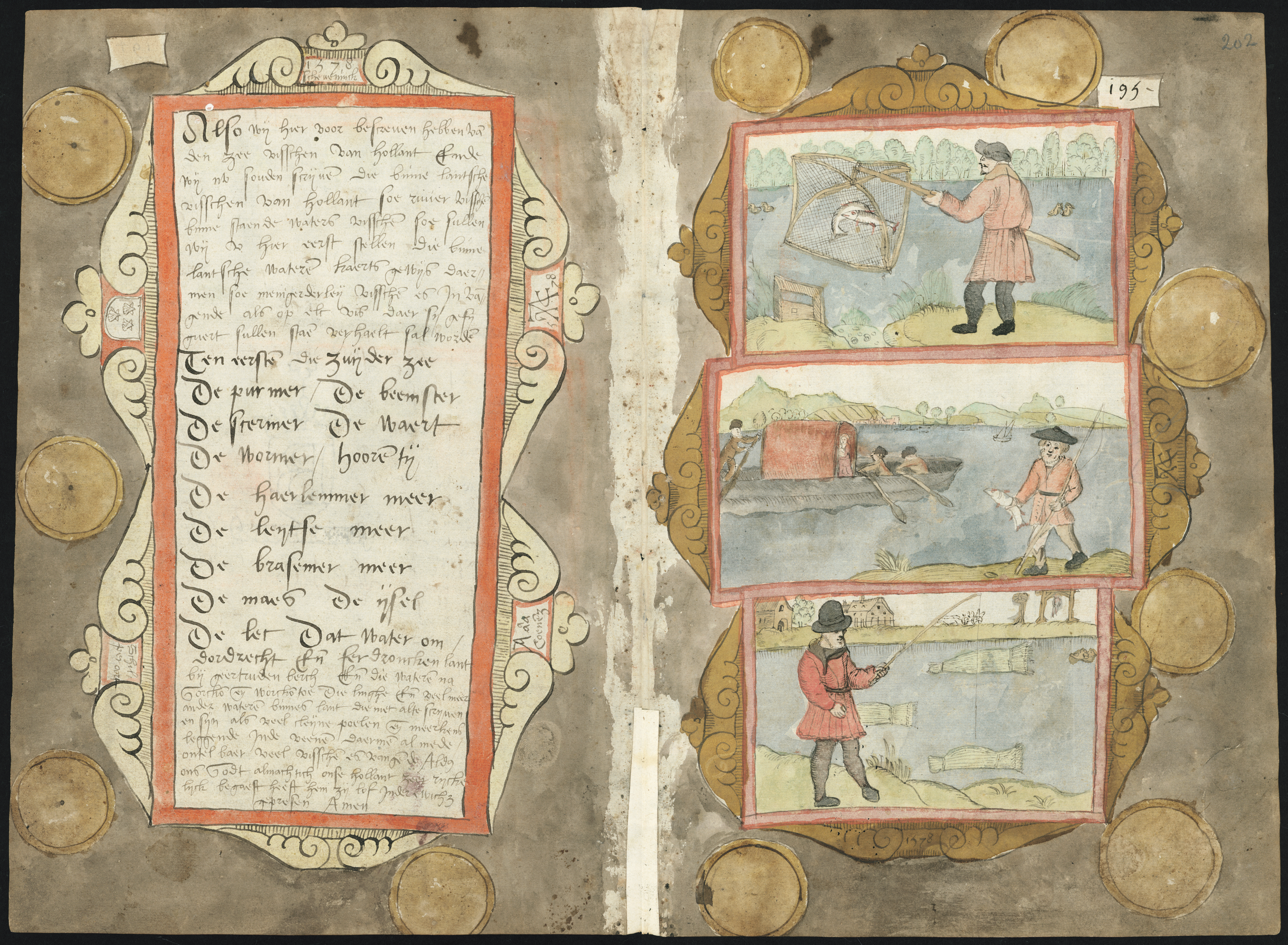
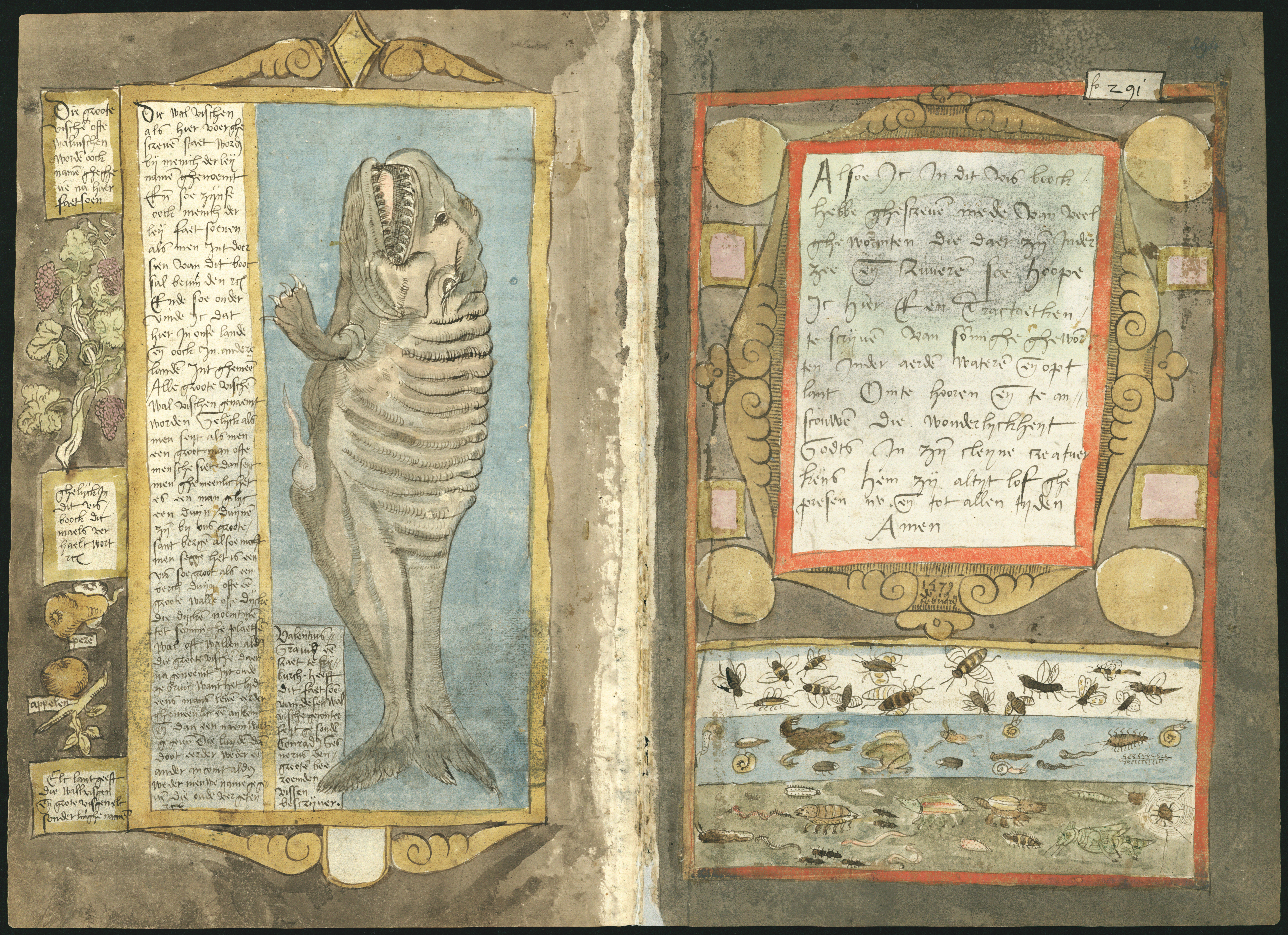
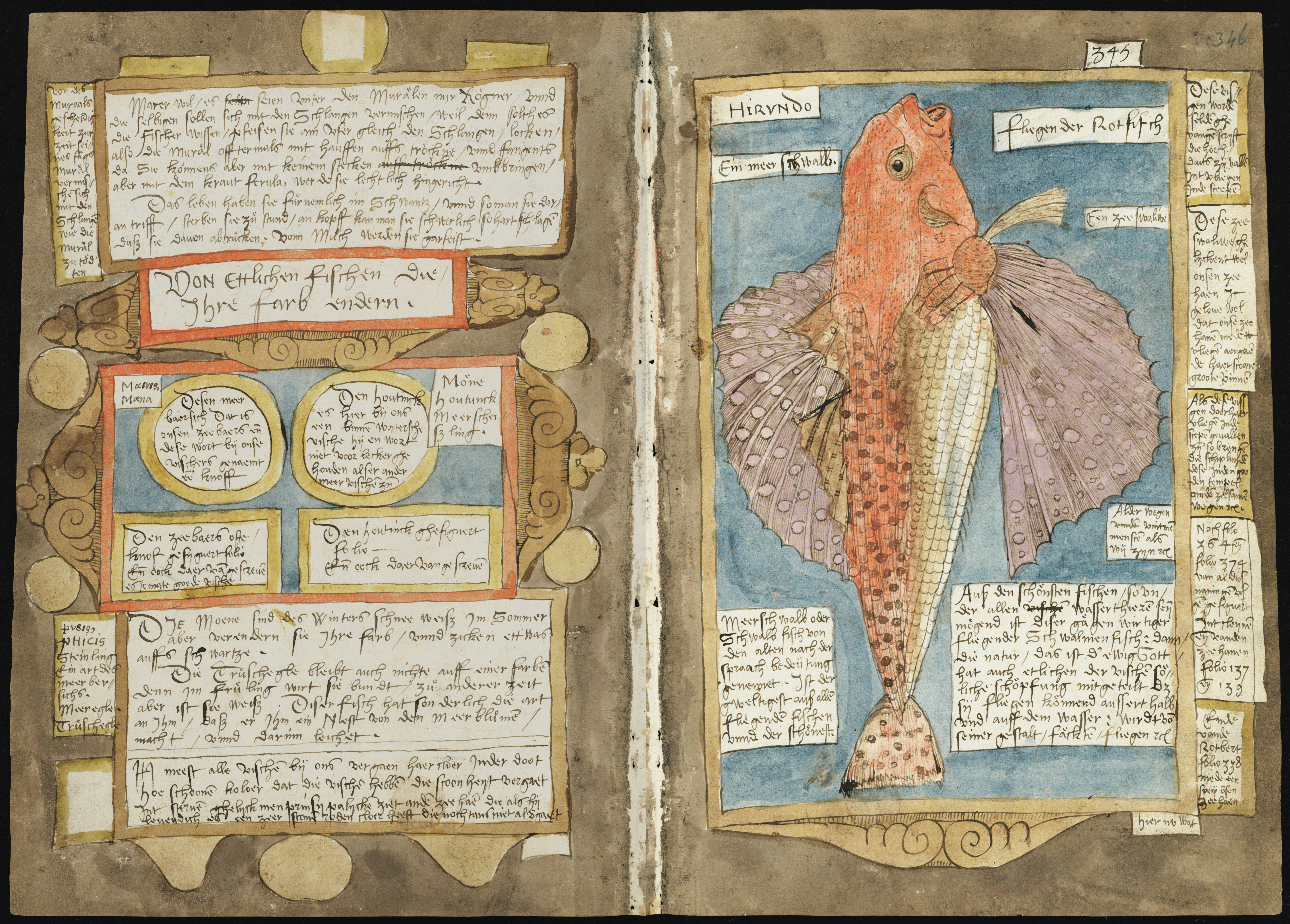
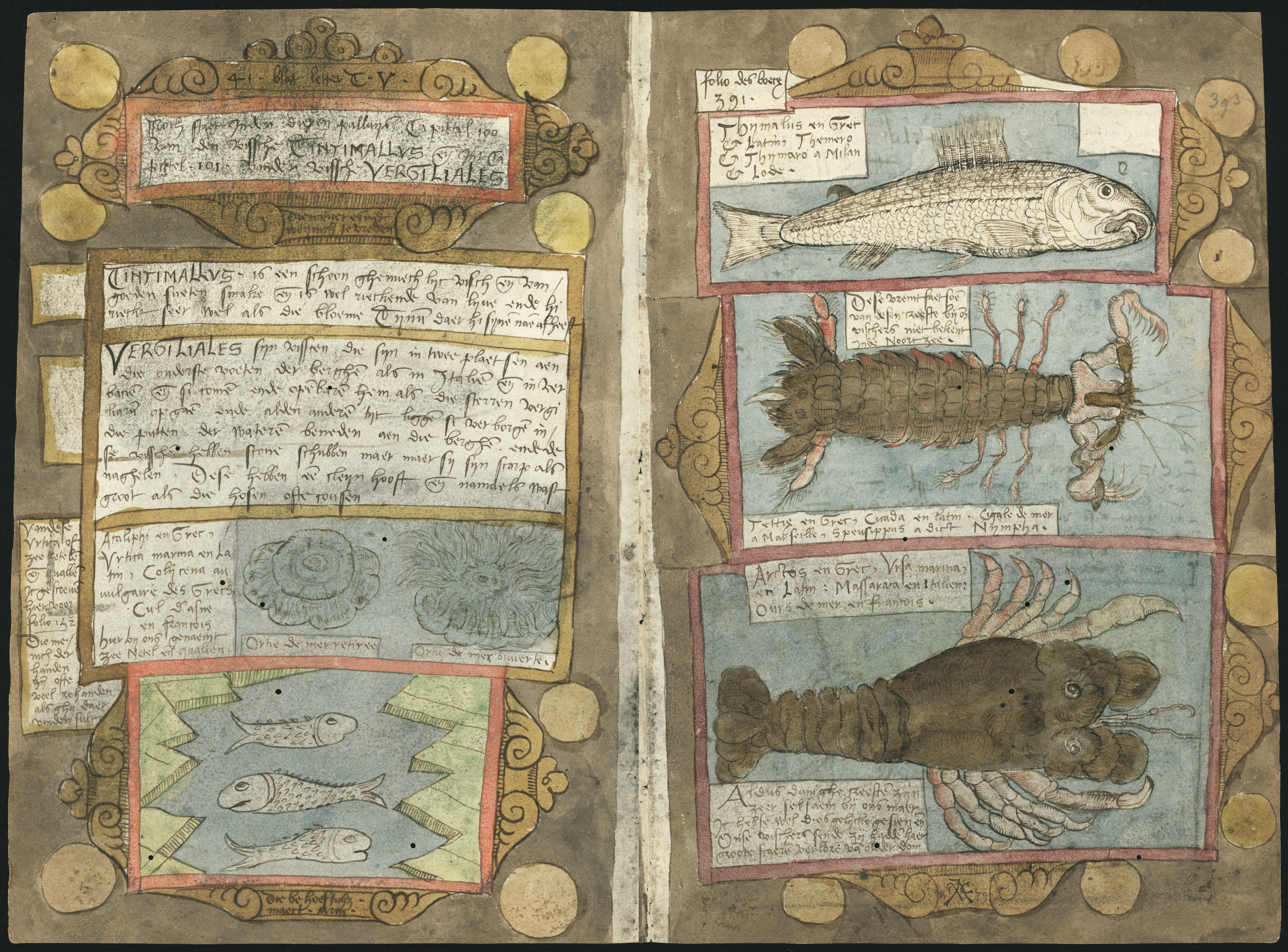